# Caminus
Genre
Caminus est un genre d'éponges marines de la famille des Geodiidae.

## Liste des espèces
Selon World Register of Marine Species (8 mai 2024) :
- Caminus albus Pulitzer-Finali, 1996
- Caminus awashimensis Tanita, 1969
- Caminus carmabi Van Soest, Meesters & Becking, 2014
- Caminus chinensis Lindgren, 1897
- Caminus jejuensis Shim & Sim, 2012
- Caminus primus Sim-Smith & Kelly, 2015
- Caminus sphaeroconia Sollas, 1886
- Caminus strongyla (Hoshino, 1981)
- Caminus vulcani Schmidt, 1862
- Caminus xavierae Díaz & Cárdenas, 2024

## Taxinomie
Le genre Caminus est décrit par Eduard Oscar Schmidt en 1862.
Caminus a pour synonyme :
- Geodistrongyla Hoshino, 1981

### Publication originale
- (de) O. Schmidt, Die Spongien des adriatischen Meeres, Leipzig, Wilhelm Engelmann, 1862, 88 p..